# De Rapsodisten
De Rapsodisten is een blad dat in 1784-1785 in Brugge werd uitgegeven door de Rotterdammer Bernardus Detert.

## Geschiedenis
Om zijn ideeën kracht bij te zetten, besloot Detert een halfmaandelijks blad uit te geven onder de naam De Rapsodisten. Joseph Bogaert fungeerde als drukker-uitgever. Op 10 juli 1784 verscheen het eerste nummer. Het werd geen nieuwsblad, maar een beschouwend blad, naar het voorbeeld van spectatoriale bladen in de Verenigde Provincies, zoals de Hollandsche Spectator. Detert vatte dit op als een voortdurende dialoog tussen de Hollander (hijzelf) Philalethes en de Bruggeling Sincerus.
Detert was keizersgezind en had de bedoeling keizer Jozef II en zijn bestuurders voor te lichten en hun beleid te inspireren. De onderwerpen die hij aansneed, gingen over koophandel, over de ideale staatsvorm en over de godsdienst. Hij volgde de ideeën van de voornaamste kooplui in de stad (hij noemde ze "de mannen met baarden"). Enkele van zijn ideeën waren:
- dat de Bruggelingen zo veel mogelijk vreemdelingen moesten aanlokken, in de eerste plaats Hollandse vissers, kooplui en fabrikanten,
- er moest in Brugge en Oostende een bank komen,
- er moest een Schelde-Rijnkanaal gegraven worden,
- het land moest zich een kolonie zien te verwerven,
- alle douanes en tolrechten dienden te worden afgeschaft,
- vooral graan moest vrij in- en uitgevoerd kunnen worden,
- het Brugsche Vrije moest meer bevolkt worden en het bestuur moest huizen bouwen en ze gratis ter beschikking stellen,
- de boeren moesten zich, naar Hollands model, specialiseren in 'melkboeren' en 'zaaiboeren',
- magistraten en andere onproductieven, zoals geestelijken, mochten geen vrijstelling van belastingen krijgen,
- consumptiebelastingen moesten worden vervangen door zwaardere belastingen op luxegoederen.

Detert verdedigde de politiek van Jozef II door dik en dun. Hij noemde hem 'de Salomon van deze tijd' en 'een verlicht filosoof'. Voor de bestuurders van de staten en van de steden had hij weinig achting. Hij verweet hen onbekwaamheid en corruptie. Detert had zijn ideeën over de ideale magistraten en ambtenaren. Het moesten bij voorkeur filosofen zijn, vond hij. Rechtsgeleerden en welbespraakte, deugdzame en gegoede burgers vond hij de meest geschikten. Armere lui vond hij niet geschikt, want die waren te veel bezig met de 'struggle for life'.
Detert gaf ook uitgebreide informatie over de revolutie in de Verenigde Provincies en hierbij was het duidelijk dat hij de zijde van de democraten koos.
Op religieus gebied was Detert het volkomen eens met de politiek van Jozef II. De tolerantie-edicten juichte hij toe. De strijd tegen bijgeloof en superstitie vond hij noodzakelijk. Hij bekritiseerde scherp de hogere geestelijkheid die in weelde leefde, alsook de monniken die in de kloosters de gelofte van armoede niet meer naleefden. Hij vond het uitstekend dat Jozef II een aantal kloosters wilde afschaffen.
Detert was ook geïnteresseerd in maatschappelijke problemen. Hij stak de draak met zijn jongere tijdgenoten wier frivole en oppervlakkige levenswijze hij veroordeelde. Hij ging te keer tegen de Fransdolheid in de gegoede kringen.
Alle geleverde inspanningen hadden tot doel Detert bekendheid te doen verwerven en vertrouwen te doen verkrijgen in de gegoede kringen van de kooplui, zodat ze zijn idee van een rederij ter visserij zouden ondersteunen en financieren. De sympathie hiervoor kwam er wel, maar niemand wilde de daad bij het woord voegen. Detert werd dan ook moedeloos en na een jaar hield hij er met zijn nieuwsblad mee op.

## Bron
Bijna volledige reeksen van De Rapsodisten zijn te vinden in:
- De stadsbibliotheek van Brugge, S 201.
- De universiteitsbibliotheek van Amsterdam, 2348 G 28.

## Volledige titel
Volgens de gewoonten van de tijd was de titel erg uitgebreid. Hij luidde:
De Rapsodisten of Mengelaars, zijnde een Zamenspraak tusschen een Vlaming en een Hollander, onder de namen van Sincerus en Philaletes, inhoudende gemeenzame gesprekken over de Godsdienst, Regeringsvorm, Landbouw, Fabrieken en Commercie, met opgeving van vrije gedagten ter verbetering van ider in het bezonder tot nut van alle welmenende Nederlanderen; nu en dan, tot voldoening der Nieuwsgierige, gemengd met eenige geestige hersenvruchten uyt thans ontroerde zeven Verenigde Staaten.